# Bandera de Sardenya
La bandera de Sardenya, popularment coneguda com sos bator moros (els quatre moros en sard), és la bandera reconeguda de la Regió autònoma de Sardenya. La bandera originalment consisteix en una creu roja en un fons blanc amb un cap de moro a cada cantonada de la creu mirant en direcció contrària al pal.
Segons la tradició aragonesa, el símbol dels quatre moros va aparèixer per primer cop en les celebracions que seguiren a la conquesta d'Alcoraz per part de Pere I el 1096, on els quatre moros simbolitzen la derrota dels àrabs. La tradició italiana, en canvi, data l'origen del símbol el 1017, com a bandera donada pel papa Benet VIII als pisans per ajudar els sards en els atacs sarraïns liderats per Mugāhid el 1015.
Nogensmenys, la primera aparició documentada de l'emblema data del 1281, en forma de segell utilitzat per la Cancelleria reial de Pere II, i la seva primera associació amb Sardenya apareix a la segona meitat del segle xiv, com a símbol oficial del regne dins la Confederació de la Corona d'Aragó. El blasó es va utilitzar a partir de mitjans del segle XV com un dels escuts del Regne d'Aragó privatiu i es va assumir com a ensenya territorial de Sardenya a finals del segle XV (amb seguretat a la segona meitat) quan l'illa formava part de la Corona d'Aragó. Des del 1700 es representava amb els caps mirant a l'esquerra i una bena tapant-los els ulls.
El reconeixement oficial de la bandera dins la República Italiana no va ocórrer fins al 1952, gràcies a un decret presidencial. Una llei regional aprovada el 1999 va canviar aquesta bandera, amb els caps mirant a la dreta i les benes tapant el front.